# Ernst Ermert
Ernst Ermert (* 22. Februar 1918 in Gladbeck; † 11. April 1988) war ein deutscher Politiker (SPD).

## Leben
Nach dem Besuch der Volksschule und dem Gymnasium leistete Ermert zunächst Reichsarbeitsdienst, nahm anschließend als Soldat am Zweiten Weltkrieg teil und wurde als Navigationslehrer bei der Luftwaffe eingesetzt. Später war er als Statistiker tätig, bestand die zweite Verwaltungsprüfung und war seit 1946 Mitglied der Gewerkschaft Öffentliche Dienste, Transport und Verkehr (ÖTV).
Ermert war seit 1947 Mitglied der SPD und von 1950/51 sowie seit 1960 Ratsmitglied der Stadt Duisburg und dort Vorsitzender der SPD-Fraktion. Dem nordrhein-westfälischen Landtag gehörte er von 1954 bis 1958 sowie von 1962 bis 1975 an.
Ermert verwaltete 1975 als Ratskommissar das Amt des Oberbürgermeisters der Stadt Duisburg.

## Ehrungen
Nach Ermert ist heute ein Altenheim der Duisburger Arbeiterwohlfahrt (AWO) benannt.